# FBI - Francesco Bertolazzi investigatore
FBI - Francesco Bertolazzi Investigatore è una miniserie televisiva italiana del 1970, creata dalla coppia Age & Scarpelli e diretta ed interpretata da Ugo Tognazzi.

## Episodi
| nº | Titolo                        | Prima TV       |
| -- | ----------------------------- | -------------- |
| 1  | Sparita il giorno delle nozze | 19 aprile 1970 |
| 2  | Il ritorno di Ulisse          | 26 aprile 1970 |
| 3  | Rapina a mano armata          | 3 maggio 1970  |
| 4  | Notte americana               | 10 maggio 1970 |
| 5  | Labbra serrate                | 17 maggio 1970 |
| 6  | Getto della spugna            | 24 maggio 1970 |

### Sparita il giorno delle nozze
- Diretto da: Ugo Tognazzi
- Scritto da: Age & Scarpelli
- Interpreti non ricorrenti: Giovanni Nuvoletti, Gildo Tognazzi, Milly Monti, Alfred Thomas, Marco Ferreri, Renato Rinaldi, Umberto Verdirosi, Katinka Zints

#### Trama
Il Grand Ufficiale Bazzoni, un facoltoso uomo d'affari, si rivolge a Franco Bertolazzi per ritrovare una collana, regalata dal consuocero, il Cavalier Ravizza, alla figlia e nuora del Bazzoni come regalo di nozze. La collana è sparita proprio il giorno delle nozze, e questo restringe il campo dei possibili colpevoli a un esiguo numero di persone, tutte, peraltro, in vista e apparentemente insospettabili. Un film amatoriale, girato durante il ricevimento di nozze, evidenzia il fatto che sia stato il Commendator Ciriaco uno degli ultimi a maneggiare la collana; questi è un mercante d'arte senza scrupoli, e i sospetti di Bertolazzi cadono su di lui. Comincia così l'indagine, che Bertolazzi conduce con l'aiuto della sua famiglia.

### Il ritorno di Ulisse
- Diretto da: Ugo Tognazzi
- Scritto da: Age & Scarpelli
- Interpreti non ricorrenti: Nora Ricci, Nino Vingelli, Bianca D'Origlia, Renato Pinciroli, Elfriede Kuzmany, Luigi Sanmartin, Gian Luigi Polidoro, Salvatore Ricciardella

#### Trama
Bertolazzi, un po' per caso, si imbatte nella principessa Ippolita Scossacavalli della Pilotta, la quale lo ingaggia per scoprire chi stia sottraendo, un po' alla volta, le preziose monete antiche facenti parte della collezione privata di suo marito Ulisse, attualmente in Sudamerica per lavoro. Bertolazzi e il suocero Domenico si fanno assumere come camerieri per poter tenere d'occhio la preziosa collezione e cogliere in flagrante il colpevole. Nonostante la presenza in casa di Bertolazzi, la collezione alla fine sparisce, ma Bertolazzi, come sempre con l'aiuto della famiglia, riuscirà a risolvere il caso.

### Rapina a mano armata
- Diretto da: Ugo Tognazzi
- Scritto da: Age & Scarpelli
- Interpreti non ricorrenti: Stefano Satta Flores, Gianni Pulone, Adelino Campardo, Adriano Amidei Migliano, Fabrizio Jovine, Amedeo Trilli, Corrado Sonni, Nerina Montagnani, Armando Malpede, Mario Cipressi, Bianca Zardini, Gennaro Menichini, Pietro Zardini, Alfredo Capitani, Luca Sportelli

#### Trama
Ersilia, un'anziana amica di famiglia dei Bertolazzi che abita in un paesino in provincia di Rieti, corre disperata a casa Bertolazzi per chiedere aiuto: il nipote Gioacchino è sospettato di far parte di una banda di rapinatori che ha assaltato l'ufficio postale del paese. Egli in realtà in un primo tempo aveva accettato di far parte della banda, ma poco prima della rapina cambiò idea, e ora è ricercato dalla Polizia. Intenerito dalla disperazione di Ersilia, Bertolazzi parte con lei per recarsi al paese, pronto a offrire le sue abilità di investigatore per trovare le prove dell'innocenza del nipote, e incidentalmente per trovare il colpevole di un traffico di opere d'arte antiche, trafugate dalle vicine tombe di epoca preromana.

### Notte americana
- Diretto da: Ugo Tognazzi
- Scritto da: Age & Scarpelli
- Interpreti non ricorrenti: Jessica Dublin, Franco Fabrizi, Vincenzo Innocenzi, Mitchell Kowal, Nicola Palumbo, Gunther Philipp, Gianni Piccai, Giovanni Sabbatini, Raimondo Toscano, Mario Ferro

#### Trama
Bertolazzi è stato ingaggiato da Harry Blake, un americano, che vuole che tenga d'occhio la moglie Norma. Ella avrebbe dovuto compiere una semplice vacanza in Italia, ma poi la vacanza si è trasformata in residenza, avendo incontrato un pittore, Riccardo, della quale si è innamorata. Bertolazzi non cerca le prove dell'adulterio di Norma, in quanto lei ha chiesto il divorzio dal marito: costui si dichiara ancora innamorato, e vuole che Bertolazzi offra una somma di denaro a Riccardo affinché lasci sua moglie, in modo che costei possa tornare da lui. Bertolazzi si traveste da artista e si reca a un party a casa di Norma per convincere Riccardo ad andarsene; riesce nel compito, ma poi deve affrontare la rabbia di Norma. La storia infine si risolve, ma in modo del tutto inaspettato, e a Bertolazzi non resta che tornare a casa a piedi e senza il suo onorario.

### Labbra serrate
- Diretto da: Ugo Tognazzi
- Scritto da: Age & Scarpelli
- Interpreti non ricorrenti: Roy Bosier, Antonio La Raina, Piero Morgia, Afro Poli, Gisella Monaldi, Alberto De Amicis, Ann Smyrner, Giovanna Di Vita, Michele Cimarosa

#### Trama
Bertolazzi è nei guai, essendo stato scoperto dal commissario Clementi mentre usciva furtivamente dalla villa del commendator Giovanni. Accusato di furto, si difende raccontando come egli sia stato ingaggiato dal commendatore una settimana prima, per tenere d'occhio i numerosi regali preziosi durante il ricevimento per le nozze d'oro dei propri genitori. Qui Bertolazzi scopre che il commendatore è un ladro e un truffatore, e conosce anche Chantal, un'affascinante donna di cui si invaghisce. Chantal avvicina Bertolazzi e gli confida come il commendatore sia in possesso di materiale compromettente che la riguarda, e che la stia ricattando. Colpito dalla disperazione di Chantal, Bertolazzi si mette a disposizione e il giorno seguente viene contattato dalla donna che gli chiede di rubare il materiale, contenuto nella cassaforte della villa. Bertolazzi riesce ad aprire la cassaforte con l'aiuto di uno scassinatore, ma la trova vuota, e capisce che ancora una volta qualcuno si è approfittato del suo buon cuore.

### Getto della spugna
- Diretto da: Ugo Tognazzi
- Scritto da: Age & Scarpelli
- Interpreti non ricorrenti: Francesco Sadurni, Franco Fontani, Angelo Quirci, Amerigo Santarelli, Ettore Geri, Achille Togliani, Maria Luisa Carucci, Kai-Siegfrid Seefeld, Empedocle Buzzanca, Guglielmo Spoletini, Tommaso Alvieri

#### Trama
Bertolazzi è stato ingaggiato da Anatemio Rossi, il manager di una piccola società pugilistica: qualcuno sta corrompendo i pugili della società pagandoli affinché perdano i propri incontri, e Bertolazzi deve scoprire chi sia il corruttore. La società è di proprietà dell'ingegner Colnaghi, un industriale, il quale teme che il corruttore sia il suo principale rivale in affari, un sardo. Per questo motivo, Bertolazzi diventa l'aiutante di Taddeo Pireddus, che oltre a essere il miglior pugile della società è anche di origine sarda, fattori che lo fanno diventare il sicuro prossimo candidato alla corruzione. L'indagine sembra indirizzarsi verso la soluzione, ma la corruzione colpisce a monte, e lo stesso manager Rossi viene coinvolto. Bertolazzi rimane preso in mezzo, e ne fa le spese. Il caso successivo vede Bertolazzi travestito da prostituta, ma viene arrestato dalla Polizia, e a questo punto comincia a chiedersi se non sia meglio cambiare lavoro: il figlio Daniele sta espandendo la sua attività di elettrotecnico e avrebbe bisogno di un impiegato.

## Produzione
Nel primo episodio, Sparita il giorno delle nozze, ha un ruolo una guest star d'eccezione Marco Ferreri, il regista nei cui film Tognazzi fu a lungo l'attore più impiegato come protagonista. I due avevano recitato insieme anche in Il fischio al naso e in Porcile di Pier Paolo Pasolini. Tra le altre guest star presenti nella serie: Franco Fabrizi, Stefano Satta Flores e il regista Gian Luigi Polidoro.
La serie venne girata a colori, ma nelle Teche Rai soltanto i primi due episodi, Sparita il giorno delle nozze e Il ritorno di Ulisse, sono visionabili a colori. Gli altri quattro sono visibili in bianco e nero.